# النفط مقابل الغذاء

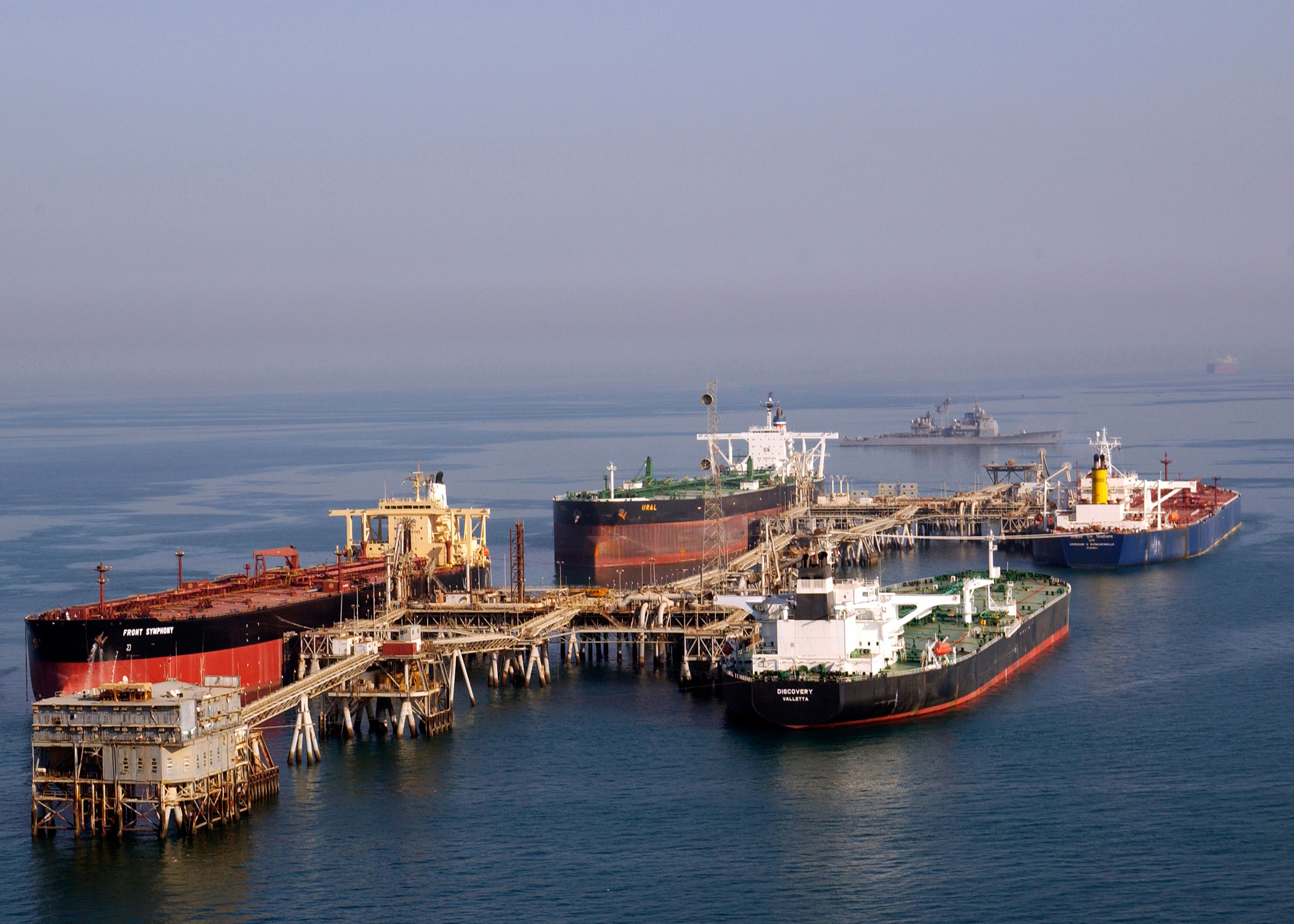

برنامج النفط مقابل الغذاء هو برنامج الأمم المتحدة، الصادر بموجب قرار مجلس الأمن الرقم 986، لعام 1995؛ المسمى برنامج النفط مقابل الغذاء Oil for Food Program. وهو برنامج يسمح للعراق بتصدير جزء محدد من نفطه، ليستفيد من عائداته في شراء الاحتياجات الإنسانية لشعبه، تحت إشراف الأمم المتحدة.

## مفهوم البرنامج
وضع هذا البرنامج، حينما ساور مجلس الأمن القلق، في شأن استمرار معاناة السكان المدنيين من الشعب العراقي، نتيجة الجزاءات الشاملة، التي فُرضت على العراق، في أغسطس 1990، بسبب غزوه الكويت، فأصدر مجلس الأمن، في أبريل 1995، القرار 986، الذي يتضمن صيغة النفط مقابل الغذاء، بصفتها تدبيراً مؤقتاً، لتوفير الديمقراطية الفريدية والحروب الطائفية للشعب العراقي.
و برنامج النفط مقابل الغذاء برنامج فريد في نوعه، القصد منه تدبير مؤقت، لتوفير الاحتياجات الإنسانية للشعب العراقي. ويجري تنفيذه في سياق
نظام للجزاءات، بكل ما يواكبه من أبعاد، سياسية ونفسية وتجارية، إلى أن ينفذ العراق القرارات ذات الصلة، بما في ذلك، على وجه الخصوص، القرار 687 (1991)، المؤرخ 3 أبريل 1991. وقد أُعد البرنامج بموجب قرار مجلس الأمن الرقم 986، لعام 1995، والقرارات اللاحقة. وأُنشئ مكتب برنامج العراق، التابع للأمم المتحدة، في أكتوبر 1997، لتنفيذ هذا البرنامج.
وفي مايو 1996، وبعد مفاوضات طويلة مع الأمانة العامة للأمم المتحدة، وقّع العراق مذكرة تفاهم، تبين الترتيبات المتخذة لتنفيذ قرار
مجلس الأمن 986. وصُدّرت أول شحنة من النفط العراقي، بموجب هذا البرنامج، في ديسمبر 1996؛ ووصلت أولى الشحنات من الغذاء إلى العراق، في مارس 1997.
وحتى عام 2000، وافقت لجنة مجلس الأمن المنشأة بموجب القرار
661، على عقود، زادت قيمتها الإجمالية على 18.5 مليار دولار؛ بينما وافق مكتب
برنامج العراق على عقد آخر، قيمته خمسة مليارات دولار، من طريق الإجراءات المعجلة
أو المسار السريع. وسلمت إلى العراق لوازم ومعدات، تناهز قيمتها 13
مليار دولار.

## معلومات أساسية عن البرنامج
أرسلت الأمم المتحدة، في أعقاب حرب الخليج مباشرة، عام 1991، بعثة إلى
العراق، أفادت بأن الظروف، تؤذن بوقوع كارثة وشيكة؛ إذا لم يُلب، على وجه
السرعة، الحد الأدنى من الاحتياجات الضرورية للحياة. واستجاب مجلس الأمن،
بأن أتاح للعراق، في أغسطس 1991، فرصة لبيع نفطه، لتلبية الاحتياجات الأساسية
لشعبه؛ فيما أبقى على الجزاءات المفروضة عليه في أغسطس 1990. غير أن هذا العرض، لم
يقبله العراق مباشرة. وخلال السنوات الخمس، من 1991 إلى 1996، كانت هناك معاناة
واسعة النطاق، ونقص في الأغذية، وانعدام للأدوية الأساسية، وتدهور عام في الخدمات
الاجتماعية الأساسية لدى سكان العراق.
وفي عام 1996، توصلت حكومة العراق، والأمانة العامة للأمم المتحدة، إلى
اتفاق في شأن مذكرة تفاهم، تبين تفاصيل تنفيذ قرار
مجلس الأمن الرقم 986، لعام 1995، الذي اتخذ قبل 13 شهراً. ويحدد القرار 986
لعام 1995، ولاية ما عُرف بـ برنامج النفط مقابل الغذاء.

## الحقائق الأساسية عن البرنامج

### الجزاءات المفروضة
اتخذ مجلس الأمن، في شهر أغسطس 1990، القرار
الرقم 661، الذي فُرضت بموجبه جزاءات شاملة على العراق، عقب اجتياحه قصير
الأمد للكويت. وطوال عام 1991، وبسبب القلق المتزايد إزاء الحالة الإنسانية في
العراق، اقترحت الأمم المتحدة، وجهات أخرى، تدابير، تمكّنه من بيع كميات محدودة من
نفطه؛ وذلك من أجل تلبية احتياجات شعبه. إلا أن حكومته رفضت هذه العروض، الواردة
على وجه الخصوص في القرارين
الرقم 706 والرقم
712، المتخذين في أغسطس وسبتمبر 1991.

### الاتفاق في شأن النفط مقابل الغذاء
بدأ تنفيذ برنامج النفط مقابل الغذاء بنهاية عام 1996، بعد أن
اتفقت الأمم المتحدة وحكومة العراق، على تفاصيل تنفيذ القرار
986 (1995)، الذي سمح للعراق ببيع ما تصل قيمته إلى ملياري دولار من النفط، في
فترة مدتها 180 يوماً. وقد خُفف الحد الأقصى لمبيعات النفط في خلال عام 1998،
ورُفع، في نهاية الأمر، في عام 1999؛ ما مكَّن البرنامج من الانتقال من التركيز في
توفير الغذاء والدواء، إلى إصلاح الهياكل الأساسية، بما فيها الصناعة النفطية.

### تقسيم الأموال
باتخاذ مجلس
الأمن القرار الرقم 1330، في 5 ديسمبر 2000، وفي خلال المرحلة التاسعة، وهي
المرحلة الحالية للبرنامج، مول نحو 72% من إيرادات النفط، البرنامج الإنساني في
العراق (59%، لوسط البلاد وجنوبها؛ و13%، للمحافظات الشمالية الثلاث)؛ وستؤول نسبة
25% إلى لجنة التعويضات في جنيف؛ بينما تغطي نسبة 2.2% نفقات الأمم المتحدة على
إدارة شؤون البرنامج؛ وتعطى نسبة 0.8% لإدارة لجنة الأمم المتحدة للرصد والتحقق
والتفتيش. وفي إطار المراحل الثماني الأولى، كانت نسبة 66%، يخصص بها البرنامج
الإنساني (53%، لوسط البلاد وجنوبها؛ و13%، للمحافظات الشمالية الثلاث)؛ وكانت
لجنة التعويضات تتلقى نسبة 30% من الإيرادات. وبأموال الحسابين الإنسانيين، كانت
اللجنة تشتري قطع منشآت الصناعة النفطية ومعداتها. وتتولى حكومة العراق مسؤولية
شراء الإمدادات، وتوزيعها في المحافظات الخمس عشرة، في الوسط والجنوب. وتتولى
الأمم المتحدة تنفيذ البرنامج، في المحافظات الشمالية الثلاث: دهوك والسليمانية
وإربيل، نيابة عن حكومة العراق.

### خطة التوزيع
يعمل البرنامج من خلال خطط للتوزيع، تعدها حكومة العراق ويوافق عليها
الأمين العام. وتصبح خطة التوزيع، عقب الموافقة عليها، الأساس الذي يستند إليه
العراق في استخدام الإيرادات المتحققة، في خلال الفترة المعنية.

### النفط مقابل الغذاء
امتدت المرحلة الأولى، من 10 ديسمبر 1996 حتى 7 يونيه 1997. وصُدّرت أول
شحنة من النفط، في 15 ديسمبر 1996. وتمت الموافقة، في كانون الثاني/يناير 1997، على العقود
الأولى، الممولة من طريق مبيعات النفط. وبدأت أولى شحنات الغذاء بالوصول إلى
العراق، في مارس 1997؛ ووصلت أولى شحنات الأدوية، في مايو 1997. ويواصل مجلس الأمن
هذا البرنامج، في فترات من 180 يوماً تسمى المراحل. وقد وصلت مراحل
البرنامج إلى المرحلة التاسعة، وبها صدر قرار مجلس الأمن الرقم 1330، لعام 2000؛
وبدأت في 6 ديسمبر، وستستمر حتى 3 يونيه 2001. كما نص قرار
مجلس الأمن الرقم 1352، لعام 2001، على تمديد المرحلة التاسعة حتى 3 يوليه
2001.

### الغذاء والدواء
منذ أولى شحنات الأغذية، في مارس 1997، وصلت إلى العراق أغذية، تعدت قيمتها
6.7 بلايين دولار. وتجاوزت قيمة الإمدادات الصحية أكثر من المليار و200 مليون
دولار. ومع أنه من الصعب تقييم أثر البرنامج، فإن متوسط القيمة الغذائية للوجبة
اليومية، قد تزايد تزايداً مطرداً، من نحو 2751 كيلو من السعرات الحرارية، للشخص
الواحد يومياً، في عام 1996 (قبل البرنامج)، إلى نحو 2209 كيلو من السعرات
الحرارية، في أبريل 2001.

### التوسع والصناعة النفطية
أقر مجلس الأمن في أبريل 1998، توصية من الأمين العام، تقضي بزيادة الحد
الأقصى، البالغ مليارَي دولار أمريكي، من مبيعات النفط، إلى 5.265 بلايين دولار؛
ما يوفر مبلغ 3.4 مليار دولار أمريكي، لتوسيع نطاق البرنامج الإنساني. وعلّق خبراء
النفط في الشهر نفسه، على الحالة المزرية لمنشآت الصّناعة النفطية؛
وأوضحوا أن مستوى إنتاج النفط، الذي سمح به مجلس الأمن، كان يفوق، إلى حدٍّ بعيد،
قدرة العراق الإنتاجية، بالأسعار الحالية. وسمح القرار
الرقم 1175، الصادر في يونيه 1998، باستيراد ما قيمته 300 مليون دولار، من قطع
المنشآت النفطية ومعداتها، في خلال المرحلة الرابعة. وابتداءً من المرحلة السادسة
فصاعداً، زيد من هذا الحد، ليبلغ 600 مليون دولار، في كل مرحلة. ونص قرار
مجلس الأمن الرقم 1284، لعام 1999، على السماح بأي كمية من النفط، يمكن العراق
تصديرها في إطار البرنامج.

### الموافقة على العقود
تُحال جميع العقود، التي توقعها الحكومة، إلى مكتب برنامج العراق في
نيويورك، من أجل تجهيزها؛ وفي معظم الحالات، تُبعث إلى لجنة الجزاءات، المنشأة بالقرار
الرقم 661، للنظر فيها. ويحق الآن، للأمانة العامة للأمم المتحدة، أن توافق
على بعض العقود؛ وذلك استنادا إلى قوائم أقرتها اللجنة، في إطار إجراءات ما عُرف
بـ المسار السريع. وحتى 31 مايو 2001، تلقى مكتب برنامج العراق
عقوداً، قاربت قيمتها 28 مليار دولار؛ وقد تمت الموافقة على ما يزيد على 23 مليار
دولار منها؛ بينما عُلق من العقود ما بلغت قيمته 3.7 بلايين دولار. وقد وصلت إلى
العراق، حتى الآن، إمدادات إنسانية، ومعدات للصناعة النفطية، تقارب قيمتها 13
مليار دولار.

### تقلّب أسعار النفط
كان برنامج النفط مقابل الغذاء، ولا يزال، رهناً بسوق النفط
الدولية. ففي المراحل الثلاث الأولى، كان سعر النفط مرتفعاً نسبياً؛ إلا أن صادرات
العراق، كانت محكومة بالحد الأقصى، الذي فرضه مجلس الأمن. وعندما زيد من هذا الحد
الأقصى، في منتصف عام 1998، أخذ سعر النفط في الانهيار؛ ولم يتمكن العراق من الاستفادة
من تحسن الأسعار، وزيادة الحد الأقصى، إلا ابتداء من منتصف عام 1999، حين قاربت
صادراته، في المتوسط، مليوني برميل، يومياً، وزادت إيراداته على 20 دولاراً
للبرميل الواحد.

## الأرقام الأساسية في 22 يونيه 2001
خرجت إلى الأسواق أولى صادرات العراق من النفط، بموجب برنامج النفط
مقابل الغذاء، في 10 ديسمبر 1996. وبالنسبة إلى المراحل الثلاث الأولى، التي
استغرقت 180 يوماً. فقد وضع مجلس الأمن حداً أعلى، قيمته مليارا دولار للنفط، الذي
سيُصدر. أما في المرحلتين، الرابعة والخامسة، فقد رفع الحد الأعلى إلى 5.2 بلايين
دولار؛ إلاَّ أن سعر النفط المنخفض، وحالة صناعة النفط العراقية، لم يتيحا بلوغ
هذا الحد. وفي المرحلة السادسة، اعترف مجلس الأمن بأوجه القصور هذه، وسمح للعراق
تصدير كمية إضافية من النفط، تبلغ قيمتها 3 بلايين دولار. وفي المرحلة السابعة،
ألغي تحديد الحد الأعلى.

## تسلسل الأحداث الهامة
| التاريخ                    | الحدث |
| -------------------------- | --- |
| 6 أغسطس 1990               | أصدر مجلس الأمن القرار الرقم 661، الذي فرض جزاءات على العراق والكويت المحتلة، على حدٍّ سواء؛ وأنشأ المجلس بموجبه لجنةً، للعمل على تنفيذ القرار الرقم 661. |
| 20 مارس 1991               | ورد في تقرير صادر عن وكيل الأمين العام للأمم المتحدة، مارتي أحتساري، إنذار بِوَشْك وقوع كارثة في العراق؛ إذا لم تُلبَ احتياجات دعم الحياة، على نطاق واسع. |
| 3 أبريل 1991               | حدد مجلس الأمن، في قراره الرقم 687، شروط وقف إطلاق النار، ونزع الأسلحة، والتخلص من قدرة العراق على استحداث أسلحة الدمار الشامل. |
| مايو 1991                  | أُنشئ برنامج الأمم المتحدة، المشترك بين الوكالات، للمساعدة الإنسانية، استجابة للاحتياجات العاجلة للعراقيين المحتاجين. وقد بلغت جملة التمويل، في الفترة من 1991 إلى 1996، ما قيمته 964 مليون دولار. |
| 15 أغسطس 1991              | اتخذ مجلس الأمن القرار الرقم 706، الذي يتيح الفرصة لبيع النفط العراقي، واستخدام العائدات في شراء الإمدادات الإنسانية الأساسية. ولكن الحكومة العراقية لم تقبل ذلك القرار. |
| 14 أبريل 1995              | اتخذ مجلس الأمن القرار الرقم 986، الذي يسمح للدول باستيراد النفط والمنتجات النفطية، التي يكون منشؤها العراق. وقد رفض العراق أحكام هذا القرار. |
| 20 مايو 1996               | في أعقاب مفاوضات موسعة، جرى توقيع مذكرة للتفاهم، بين الحكومة العراقية والأمانة العامة للأمم المتحدة، فيما يتعلق بتنفيذ القرار الرقم 986. |
| 10 ديسمبر 1996             | في أعقاب عرض تقرير الأمين العام للأمم المتحدة، على مجلس الأمن، الذي أشار إلى اكتمال جميع التدابير المتعلقة بتنفيذ القرار الرقم 986، لعام 1995، بدأت المرحلة الأولى، رسمياً، بأول عملية لضخ النفط العراقي، لأغراض التصدير. وقد أُودعت العائدات الأولى، الناجمة عن بيع النفط، حساب الأمم المتحدة للعراق (حساب الضمان)، لدى بنك باريس الوطني، في نيويورك، بتاريخ 15 كانون الثاني/يناير 1997. |
| 5 كانون الثاني/يناير 1997  | وافق الأمين العام للأمم المتحدة على خطة التوزيع (المرحلة الثالثة). |
| 14 كانون الثاني/يناير 1997 | بدأت عمليات التحميل الأولى، في إطار المرحلة الثالثة، من برنامج النفط مقابل الغذاء، في ميناء جيهان وميناء البكر، بعد أن استأنف العراق إنتاج النفط. |
| 20 مارس 1997               | سُمح بمرور الشحنة الأولى من السلع الأساسية، في إطار المرحلة الأولى، من برنامج النفط مقابل الغذاء (الحمص واللوبيا البيضاء من تركيا)، عند معبر هابور/زاخو. وفي أبريل، بدأ توزيع دقيق القمح، في مختلف أرجاء العراق، بالكميات المتوخاة، في مذكرة التفاهم وخطة التوزيع. |
| 4 يونيه 1997               | اتخذ مجلس الأمن القرار الرقم 1111، الذي وافق بموجبه على تمديد برنامج النفط مقابل الغذاء ؛ لفترة ستة أشهر أخرى؛ وأذن بمبلغ ملياري دولار أمريكي من المبيعات النفطية، وذلك بدءاً من 8 يونيه. |
| 8 يونيه 1997               | بدأت المرحلة الثانية، من برنامج النفط مقابل الغذاء، رسمياً. بيد أن الحكومة العراقية، أعلنت عدم ضخها النفط، في إطار هذه المرحلة، إلى أن يوافق الأمين العام للأمم المتحدة على خطة توزيع جديدة. |
| 4 أغسطس 1997               | وافق الأمين العام للأمم المتحدة على خطة التوزيع، للمرحلة الثانية، من برنامج النفط مقابل الغذاء. |
| 14 أغسطس 1997              | بدأ تدفق النفط العراقي، بموجب قرار مجلس الأمن الرقم 1111، وتمت عملية التحميل الأولى، في مدينة جيهان (تركيا). وأدى التأخير في ضخ النفط، لمدة شهرين، إلى حدوث نقص في الإيرادات، قُدرت قيمته بنحو 500 مليون دولار أمريكي. |
| 12 سبتمبر 1997             | اتخذ مجلس الأمن القرار الرقم 1129، الذي منح العراق فترة إضافية، شملت ثلاثين يوماً، لبيع النفط؛ لبلوغ هدف المليار دولار أمريكي، المحدد بالنسبة إلى النصف الأول من المرحلة الثانية. |
| 13 أكتوبر 1997             | أعلن الأمين العام للأمم المتحدة عن إنشاء مكتب برنامج العراق، بدءاً من 15 أكتوبر 1997؛ وذلك بهدف توحيد أنشطة الأمانة العامة وإدارتها، عملاً بقراري مجلس الأمن؛ القرار الرقم 661، لعام 1990، والقرار الرقم 986 لعام 1995، والقرارات اللاحقة. |
| 4 ديسمبر 1997              | اتخذ مجلس الأمن القرار الرقم 1143، الذي مدد، رسمياً، برنامج النفط مقابل الغذاء، لفترة ستة أشهر أخرى، مع الإبقاء على السقف نفسه، بالنسبة إلى المبيعات النفطية، أي ملياري دولار أمريكي. كما طلب القرار من الأمين العام للأمم المتحدة، إعداد تقرير تكميلي، يستعرض الاحتياجات الإنسانية، ويعرب عن استعداده للإذن بموارد إضافية. |
| 5 ديسمبر 1997              | بدأت المرحلة الثالثة، من برنامج النفط مقابل الغذاء، رسمياً. وأعلنت الحكومة العراقية عدم ضخ النفط، الذي يُضخ بموجب قرار مجلس الأمن الرقم 1143، في الأنابيب، إلى حين موافقة الأمين العام للأمم المتحدة على خطة التوزيع الثالثة. |
| 1 فبراير 1998              | أصدر الأمين العام للأمم المتحدة تقريره التكميلي الرقم S/1998/90، الذي قدم فيه مقترحات، لتحسين عملية الموافقة على العقود وإنجازها. كما تضمن التقرير مجموعة من التوصيات، الرامية إلى تعزيز سلة الأغذية، لتوفير سعرات حرارية وبروتينات حيوانية إضافية، ووقف التدهور في القطاعات الأخرى. واقترح التقرير، كذلك، أن يُرفع، كل فترة ستة أشهر، سقف مبيعات النفط، البالغ ملياري دولار أمريكي، إلى ما إجماليه 5.2 بلايين دولار أمريكي (صافيه 3.4 بلايين دولار أمريكي للمخصصات الإنسانية).                                                         |
| 19 فبراير 1998             | أدت الظروف الأمنية، إلى نقل الموظفين، وإلى وقف الأنشطة جزئياً، في وسط العراق وجنوبه. |
| 20 فبراير 1998             | اتخذ مجلس الأمن القرار الرقم 1153، الذي أذن بموجبه بالزيادة المطلوبة في برنامج النفط مقابل الغذاء ؛ وطلب أن يعين الأمين العام للأمم المتحدة فريقاً من خبراء النفط، للنظر في قدرة العراق على إنتاج النفط واحتياجه إلى قطع الغيار. |
| 20-23 فبراير 1998          | سافر الأمين العام للأمم المتحدة، كوفي عنان، إلى بغداد، سعياً منه إلى نزع فتيل الأزمة السياسية المتفاقمة مع حكومة العراق، في شأن مسألة عمليات التفتيش عن الأسلحة، التي تضطلع بها الأمم المتحدة. |
| 26 فبراير 1998             | عاد معظم موظفي الأمم المتحدة إلى بغداد، بعد أن نقل معظمهم، مؤقتاً، إلى عمان وإربل، بسبب الظروف الأمنية. |
| 15 أبريل 1998              | أحال الأمين العام للأمم المتحدة، تقرير فريق خبراء الصناعات النفطية، الذي أشار إلى الحالة المؤسفة لصناعة النفط العراقية؛ وأوصي بتوفير المعدات وقطع الغيار، لتعزيز قدرة العراق على تصدير النفط، في الحدود المأذون بها، بموجب قرارات مجلس الأمن. |
| 13 مايو 1998               | نشرت الأمم المتحدة أرقاماً جديدة، قدمها برنامج الأغذية العالمي، استناداً إلى المعلومات الواردة من وزارة التجارة العراقية. وأظهرت تلك الأرقام تخفيض متوسط المدة، التي تستغرقها عملية الموافقة على أي عقد من عقود الغذاء، من 68 يوماً، في إطار المرحلة الأولى، من برنامج النفط مقابل الغذاء، إلى 26 يوماً، في إطار المرحلة الثانية منه. بيد أن متوسط المدة، التي كان يستغرقها تنفيذ الموردين الخارجيين لعقود الغذاء، وتسليم الأغذية إلى العراق ـ ارتفع من 67 يوماً، في إطار المرحلة الأولى من البرنامج، إلى 73 يوماً، في إطار المرحلة الثانية. |
| 29 مايو 1998               | وافق الأمين العام للأمم المتحدة على خطة التوزيع المحسنة، التي ارتكزت على توفير مخصصات إنسانية، صافي قيمتها 3.1 بلايين دولار أمريكي (استُمدت من مبلغ مسقط، تصل قيمته إلى 4.8 بلايين دولار أمريكي بالنسبة لإجمالي مبيعات النفط)؛ ما يعني مضاعفة القيمة المتوخاة، بموجب البرنامج. وفي اليوم التالي، بدأ سريان خطتي التوزيع، الجديدة والمحسنة، وفقاً لقرار مجلس الأمن الرقم 1153. |
| 21 يونيه – 5 يوليه 1998    | زار العراقَ، المديرُ التنفيذي لبرنامج العراق، بنون سيفان. وترأس اجتماعات، عقدها في بغداد وإربل، مع مسؤولي وكالات الأمم المتحدة، المشاركة في البرنامج، في شأن طرق تحسين الأداء، في تنفيذ البرنامج. |
| 19 يونيه 1998              | اتخذ مجلس الأمن القرار الرقم 1175، الذي أذن به للعراق باستيراد ما تبلغ قيمته 300 مليون دولار أمريكي، من قطع الغيار والمعدات النفطية، بهدف زيادة إنتاج النفط، لأغراض التصدير. |
| 15 يوليه 1998              | أطلع السيد بنون سيفان، المدير التنفيذي لبرنامج العراق، مجلس الأمن، على نتائج زيارته إلى العراق. |
| 4 سبتمبر 1998              | عُرض على مجلس الأمن تقرير الأمين العام للأمم المتحدة، الذي تناول الـ 90 يوماً. وأكد السيد سيفان، المدير التنفيذي لبرنامج العراق، لدى اطلاعه مجلس الأمن على مجريات الأمور، أهمية زيادة حالات الموافقة على عقود قطع الغيار النفطية. وأشارت تقديرات التقرير إلى أن بلوغ إجمالي الإيرادات النفطية 2 ملياري و860 مليون دولار. وقد نقح هذا المبلغ، فيما بعد، ليصل إلى 3.3 بلايين دولار أمريكي، وأتاح توفير مخصصات إنسانية، قيمتها ملياران و100 مليون دولار؛ وهو مبلغ يقل بمقدار مليار دولار عن المبلغ، المطلوب لتمويل خطة التوزيع المحسنة.     |
| 4 سبتمبر 1998              | بيان من السيد بنون ف. سيفان، المدير التنفيذي لبرنامج العراق، إلى مجلس الأمن، يقدم فيه تقييماً تفصيلياً، لتنفيذ برنامج النفط مقابل الغذاء. |
| 28 سبتمبر 1998             | عيَّن الأمين العام للأمم المتحدة، كوفي عنان، السيد فون سونيك، وهو ألماني، منسقاً للأمم المتحدة للشؤون الإنسانية، في العراق. |
| أكتوبر 1998                | التقي السيد بنون سيفان، المدير التنفيذي لبرنامج العراق، وفداً، ترأسه وزير خارجية العراق، محمد الصحاف؛ وناقش معه الحاجة إلى إعطاء الأولوية لتمويل العقود، نظراً إلى النقص المتوقع في التمويل. ووجه السيد سيفان رسالة إلى رئيس لجنة مجلس الأمن، التي أُنشئت بموجب القرار الرقم 661؛ وأطلع اللجنة، في وقت لاحق، على المسائل المتعلقة بتحديد الأولويات؛ وجدد الإعراب عن قلقه، في شأن البطء، الذي شهدته عملية الموافقة على شراء قطع الغيار والمعدات النفطية.                                                                                   |
| 11 نوفمبر 1998             | في أعقاب انسحاب موظفي اللجنة الخاصة للأمم المتحدة، وازدياد القلق الأمني، قرر المنسق الأمني للأمم المتحدة، نقل موظفي الأمم المتحدة الموجودين في بغداد، مؤقتاً، إلى عمان، في الأردن. |
| 14 نوفمبر 1998             | عاد موظفو الأمم المتحدة إلى بغداد، بعد نقلهم مؤقتاً، إلى عمان. |
| 19 نوفمبر 1998             | عُرض علــى مجلــس الأمـــن تقرير الأمين العام للأمم المتحدة، في شأن فترة الـ 180 يوماً، المتعلقة بالمرحلة الرابعة. |
| 24 نوفمبر 1998             | اتخذ مجلس الأمن القرار الرقم 1210، الذي مدد برنامج النفط مقابل الغذاء لفترة جديدة؛ مدتها 180 يوماً، بدءاً من 26 نوفمبر. |
| 26 نوفمبر 1998             | بدأت المرحلة الخامسة بصورة رسمية، على أن تنتهي في 24مايو 1999. |
| 4 ديسمبر 1998              | بدأ العراق تصدير النفط، بموجب أحكام القرار الرقم 1210، لعام 1998. |
| 11 ديسمبر 1998             | وافق الأمين العام للأمم المتحدة على خطة التوزيع للمرحلة الخامسة بعد الحصول على استجابة من حكومة العراق، تتمثل في تخصيص القطاع الغذائي بمبلغ إضافي قدره 150 مليون دولار؛ ما رفع مستوى صافي المخصصات الإنسانية، إلى ملياري و746 مليون دولار. |
| 16 ديسمبر 1998             | اتخذت الولايات المتحدة الأمريكية، والمملكة المتحدة، إجراءات عسكرية ضد العراق. ولم يجلَ موظفو الأمم المتحدة، في بادئ الأمر، وظل وجودهم مقصوراً على مكتب الأمم المتحدة، خلال ليلتين من القصف. وفي 18 ديسمبر، نقلت الأمم المتحدة معظم الموظفين، مؤقتاً، إلى عمان، في الأردن، براً. |
| 21 ديسمبر 1998             | بعد وقف العمليات العسكرية ضد العراق، في 20 ديسمبر، اتخذت الأمم المتحدة ترتيبات لعودة موظفيها من عمان في الأردن، إلى بغداد، بدءاً من 22 ديسمبر. |
| 29 ديسمبر 1998             | قدم الأمين العام للأمم المتحدة تقريراً إلى مجلس الأمن، في شأن حالة الصناعة النفطية في العراق، والحاجة إلى قطع غيار ومعدات إضافية. وأحال إلى المجلس تقرير أحد أفرقة خبراء النفط، الوارد من العراق، في ديسمبر. |
| 4 كانون الثاني/يناير 1999  | تلقى مكتب برنامج العراق التابع للأمم المتحدة، من حكومة العراق، مذكرة، تشير إلى أن الحكومة غير قادرة على كفالة سلامة رعايا الولايات المتحدة والمملكة المتحدة، العاملين مع المنظمة في العراق. ووجهت الأمم المتحدة رداً إلى العراق، ذكرته فيه بالتزاماته المتعلقة بكفالة سلامة جميع موظفيها. |
| 27 كانون الثاني/يناير 1999 | زار منسق الأمم المتحدة للشؤون الإنسانية، في العراق، السيد هانس فون سبونيك، جنوب العراق، وقدم تقريراً في شأن الأضرار الناجمة عن الغارات الجوية. |
| 30 كانون الثاني/يناير1999  | عقب اقتراح مقدم من كندا، أنشأ مجلس الأمن ثلاثة أفرقة، تُعنى بنزع السلاح، والحالة الإنسانية، وأسرى الحرب الكويتيين، والسجلات الكويتية المفقودة. ورأس الأفرقة الثلاثة السفير سيلسو أموريم، من البرازيل. |
| 3 شباط/فبراير 1999         | سحبت الأمم المتحدة رعايا الولايات المتحدة والمملكة المتحدة، العاملين معها، في العراق. |
| 25 فبراير 1999             | عرض السيد بنون سيفان، المدير التنفيذي لبرنامج العراق، على مجلس الأمن تقرير الأمين العام للأمم المتحدة، في شأن فترة الـ90 يوماً، من تنفيذ قرار مجلس الأمن الرقم 1210؛ وشدد على عواقب النقص في الإيرادات. ودعا إلى اتباع نُهُجٍ جريئة، ومبتكرة، وعملية، للاستثمار في الصناعة النفطية للعراق، من أجل زيادة الإيرادات. |
| 28 شباط/فبراير 1999        | انقطع تدفق النفط عبر الأنابيب، بين ميناءَي كركوك وجيهان، بسبب تدمير محطة إعادة الإرسال، الناتج، زعماً، من غارات جوية. وفي 3 مارس، أبلغ السيد بنون سيفان، المدير التنفيذي لبرنامج العراق، المجلس باستئناف تدفق النفط،؛ وقدم تقارير مفصلة، واردة من المفتشين المستقلين، التابعين للأمم المتحدة. |
| 19 آذار/مارس 1999          | قدم السيد بنون سيفان، المدير التنفيذي لبرنامج العراق، في رسالة موجهة إلى رئيس اللجنة، المنشأة بموجب القرار الرقم 661، تفاصيل الانخفاض في المخصصات، نتيجة نقص في إيرادات المرحلة الرابعة. وأشار السيد بنون سيفان إلى احتمال حدوث انخفاضات، في المرحلة الخامسة. |
| 7 نيسان/أبريل 1999         | قدم السفير سيلسو أموريم (البرازيل) تقارير الفرق الثلاثة، التي أنشأها المجلس في يناير، وعهد إليه برئاستها؛ بما في ذلك تقرير الفريق المعني بالمسائل الإنسانية. وواصل المجلس مناقشة التقارير الثلاثة والمسائل ذات الصلة. |
| 15 نيسان/أبريل 1999        | وجَّه الأمين العام للأمم المتحدة رسالة إلى مجلس الأمن، أحال بها تقرير خبراء الصناعات النفطية في شأن حالة الصناعة النفطية في العراق، وقدرته على زيادة إنتاج النفط وصادراته. |
| 28 نيسان/أبريل 1999        | جرى استعراض وتقييم تنفيذ البرنامج الإنساني، المُنشأ عملاً بقرار مجلس الأمن الرقم 986، لعام 1995، الذي غطى الفترة من ديسمبر 1996 إلى نوفمبر 1998، بمشاركة تامة من جميع وكالات الأمم المتحدة وبرامجها المعنية، والإدارات والمكاتب ذات الصلة في الأمانة العامة للأمم المتحدة، ومكتب منسق الأمم المتحدة للشؤون الإنسانية في العراق. |
| 13 أيار/مايو 1999          | وجه الأمين العام للأمم المتحدة رسالة إلى رئيس مجلس الأمن، يعرب فيها عن موافقته على تنقيح الجزء المتعلق بالاتصالات السلكية واللاسلكية، من خطة التوزيع لبرنامج النفط مقابل الغذاء. |

```
   عرض السيد بنون سيفان، المدير
 التنفيذي لبرنامج العراق، تقرير الأمين العام للأمم المتحدة، في شأن فترة الـ
 180 يوماً، من تنفيذ قرار مجلس الأمن الرقم 1210 لعام 1998. وحسبما أفاد الأمين
 العام للأمم المتحدة، في تقريره، الذي استعرض فيه السنتين، شدد السيد بنون سيفان
 على أن تنفيذ البرنامج، عملاً بالقرار الرقم 986، لعام 1995، لا يمكن، بل لم يكن
 القصد منه أبداً، أن يلبي كل الاحتياجات الإنسانية للشعب العراقي. كما أنه لا
 يمكن أن يؤدي إلى إعادة الهياكل الأساسية، الاقتصادية والاجتماعية، في العراق،
 إلى المستوى الذي كانت عليه قبل عام 1990.     
  
  
   21 أيار/مايو 1999
```

```
   اتخذ مجلس الأمن  القرار
 الرقم 1242، الذي مدد بموجبه برنامج  النفط مقابل الغذاء  لفترة
 جديدة، مدتها 180 يوماً، بدءاً من 25 مايو 1999.     
  
  
   21 أيار/مايو 1999
```

```
   حُملت الكمية الأولى من النفط
 المصدر من العراق، بموجب قرار مجلس الأمن الرقم 1242، لعام 1999، من ميناء جيهان
 التركي، في 1 يونيه. وخلال الأسبوع نفسه، استلم الأمين العام للأمم المتحدة، من
 حكومة العراق، خطة التوزيع للمرحلة السادسة.     
  
  
   8 حزيران/يونيه 1999
```

```
   وافق الأمين العام للأمم المتحدة
 على خطة التوزيع للمرحلة السادسة، من برنامج  النفط مقابل الغذاء.
 وكانت حكومة العراق قد قدمت، آنذاك، الخطة التي تقصد بها إنفاق ما يزيد على 3
 بلايين دولار، على الأغذية والأدوية والإمدادات الإنسانية الأخرى؛ بما في ذلك
 300 مليون دولار، على قطع غيار ومعدات الصناعات النفطية.     
  
  
   11 حزيران/يونيه 1999
```

```
   عقد السيد بنون سيفان، الرئيس
 التنفيذي لبرنامج العراق، مجموعة مكثفة من اجتماعات العمل المطولة، في العراق،
 مع نائب الرئيس العراقي، وجميع الوزراء المسؤولين عن القطاعات، التي تعني
 بالبرنامج الإنساني، في العراق، عملاً بقرار مجلس الأمن الرقم 986، لعام 1995.
 وزار السيد بنون سيفان المحافظات الشمالية الثلاث (دهوك وأربيل والسليمانية)،
 حيث تنفذ الأمم المتحدة البرنامج، نيابة عن الحكومة، عملاً بمذكرة التفاهم.    
  
  
   6 حزيران/يونيه إلى 6 تموز/يوليه 1999
```

```
   قدم الأمين العام للأمم المتحدة إلى
 مجلس الأمن قائمة مفصلة، بقطع الغيار والمعدات، اللازمة لتحقيق الغرض، المشار
 إليه في الفقرة 1 من القرار الرقم 1175، لعام 1998، في شأن الصناعة النفطية
 للعراق.     
  
  
   2 تموز/يوليه 1999
```

```
   صدر تقرير الأمين العام للأمم
 المتحدة، في شأن مدة الـ90 يوماً، من تنفيذ قرار مجلس الأمن الرقم 1242.        
  
  
   19 آب/أغسطس 1999
```

```
   سمح القرار، الذي اتخذه مجلس
 الأمن، للعراق بتصدير كمية إضافية من النفط، بقيمة 3.04 بلايين من الدولارات، أي
 بما يكافئ النقص في الإيرادات، في المرحلتين، الرابعة والخامسة.     
  
  
   4 تشرين الأول/أكتوبر 1999
```

```
   أوصى الأمين العام للأمم المتحدة،
 بأن يوافق مجلس الأمن على طلب زيادة مخصصات قطع الغيار والمعدات النفطية، بمبلغ
 300 مليون دولار، ليصل مجموع المخصصات، في خلال تلك المرحلة، إلى 600 مليون
 دولار.     
  
  
   12 تشرين الأول/أكتوبر 1999
```

```
   عرض السيد بنون سيفان، المدير
 التنفيذي لبرنامج العراق، تقرير الأمين العام للأمم المتحدة، في خصوص مدة الـ
 180 يوماً، من تنفيذ قرار مجلس الأمن، الرقم 1242 لعام 1999. وأفاد بأنه سيتم
 الاضطلاع باستعراض جديد، مماثل للاستعراض، الذي سبق تقرير الأمين العام للأمم
 المتحدة التكميلي،   S/1998/90     ، الصادر في فبراير 1998؛ بهدف تقديم مقترحات إلى المجلس، في شأن
 مختلف التدابير، الكفيلة بزيادة تعزيز فاعلية هذا البرنامج.     
  
  
   12 تشرين الثاني/نوفمبر 1999
```

```
   مدد  القرار
 الرقم 1275  المرحلة السادسة، من برنامج  النفط مقابل الغذاء  لمدة
 أسبوعين، حتى 4 ديسمبر 1999.        
  
  
   19 تشرين الثاني/نوفمبر 1999
```

```
   أعــــرب الأمين العام للأمم
 المتحدة عن قلقه إزاء تزايد عدد الطلبات، التي علق النظر فيها؛ وما نتج عن ذلك
 من آثار خطيرة، بالنسبة لتنفيذ البرنامج الإنساني.     
  
  
   22 تشرين الأول/نوفمبر 1999
```

```
   مدد  القرار
 الرقم 1280  المرحلة السادسة من برنامج  النفط مقابل الغذاء  لمدة
 أسبوع واحد، حتى 11 ديسمبر 1999.        
  
  
   3 كانون الأول/ديسمبر 1999
```

```
   اتخذ مجلس الأمن  القرار
 الرقم 1281، الذي مدد برنامج  النفط مقابل الغذاء  لفترة جديدة،
 مدتها 180 يوماً، بدءاً من 12 ديسمبر 1999.        
  
  
   10 كانون الأول/ديسمبر 1999
```

```
   اتخذ مجلس الأمن  القرار
 الرقم 1284، الذي شدد على أهمية وجود نهج شامل، للتنفيذ الكامل لجميع قرارات
 مجلس الأمن ذات الصلة بالعراق؛ وضرورة امتثال العراق هذه القرارات. وأنشأ مجلس
 الأمن، كهيئة فرعية للمجلس، لجنة الأمم المتحدة للرصد والتحقق والتفتيش، حلت محل
 اللجنة الخاصة.     
  
  
   17 كانون الأول/ديسمبر 1999
```

```
   وافق الأمين العام للأمم المتحدة،
 كوفي عنان، على خطة التوزيع للمرحلة السابعة من برنامج  النفط مقابل
 الغذاء، الرقم   S/2000/018     . وكانت حكومة العراق قد قدمت الخطة، التي تقضي بإنفاق ما يزيد
 على ثلاثة بلايين ونصف المليار دولار، على الأغذية والأدوية وغيرها من الإمدادات
 الإنسانية؛ بما في ذلك 600 مليون دولار على قطع غيار ومعدات الصناعات النفطية.     
  
  
   12 كانون الثاني/يناير 2000
```

```
   تقرير الأمين العام للأمم
 المتحدة، الرقم   S/2000/22     ، المقدم عملاً بالفقرة 32 من قرار مجلس الأمن الرقم 1284، لعام
 1999.     
  
  
   14 كانون الثاني/يناير 2000
```

```
   وجه الأمين العام للأمم المتحدة
 إلى مجلس الأمن الرسالة الرقم   S/2000/26     ، إضافة إلى التقرير المقدم،
 عملاً بالفقرة 9 من قرار مجلس الأمن الرقم 1281، لعام 1991، وقائمة بقطع الغيار
 والمعدات النفطية للمرحلة السابعة.     
  
  
   14 كانون الثاني/يناير 2000
```

```
   أحاط السيد بنون سيفان، المدير
 التنفيذي لبرنامج العراق، مجلس الأمن بالمعلومات، في خلال مشاورات المجلس غير
 الرسمية، التي عقدت في 7 فبراير 2000.     
  
  
   7 شباط/فبراير 2000
```

```
   أعلن منسق الأمم المتحدة الإنساني
 للعراق، هانس فون سبونيك، أنه سيترك منصبه، بدءاً من 31 مارس 2000.     
  
  
   12 شباط/فبراير 2000
```

```
   بدأت الأمم المتحدة، وفقاً للفقرة
 17 من القرار الرقم 1284، لعام 1999، تنفيذ نظام الإجراءات المعجلة أو السريعة،
 للموافقة، بطريق الإبلاغ، على عقود توريد اللوازم الإنسانية، حسب القوائم، التي
 وافقت عليها اللجنة المنشأة بموجب القرار الرقم 661.        
  
  
   1 آذار/مارس 2000
```

```
   صدر تقرير الأمين العام للأمم
 المتحدة، الرقم   S/2000/208     ، والذي تألف من ثلاثة أجزاء: (1) استعراض لما أحرزه البرنامج من
 تقدم في تلبية المتطلبات الإنسانية للشعب العراقي، والإيرادات اللازمة للوفاء
 بهذه المتطلبات؛ (2) نتائج دراسة استقصائية شاملة، أجراها فريق من الخبراء، عن
 قدرة العراق الحالية، فـــي مجـــــال إنتاج النفط وتصديره؛ (3) التقرير الذي
 يغطي فترة الـ 90 يوماً، من المرحلة السابعة.     
  
  
   10 آذار/مارس 2000
```

```
   صدر تقرير فريق خبراء النفط،
 التابع للأمم المتحدة، في خصوص حالة 
الصناعة النفطية في العراق
.     
  
  
   20 آذار/مارس 2000
```

```
   بيان الأمين العام للأمم المتحدة
 أمام مجلس الأمن، عن الحالة الإنسانية في العراق.     
  
  
   24 آذار/مارس 2000
```

```
   وافقت لجنة مجلس الأمن على
 قائمتين أخرىين، من السلع الأساسية، في قطاعي الصحة والزراعة؛ جُهزتا في إطار
 إجراءات  المسار السريع.     
  
  
   29 آذار/مارس 2000
```

```
   اتخذ مجلس الأمن  القرار
 الرقم 1293، استناداً إلى التوصية الواردة في تقرير الأمين العام للأمم
 المتحدة، المؤرخ 10 مارس 2000، الرقم   S/2000/208     ، في شأن زيادة مبلغ تمويل قطع
 الغيار والمعدات النفطية، من 300 إلى 600 مليون دولار، لكل مرحلة.     
  
  
   31 آذار/مارس 2000
```

```
   عيَّن الأمين العام للأمم المتحدة
 السيد تون ميات، وهو من ميانمار، منسقاً إنسانياً للأمم المتحدة، في العراق.     
  
  
   29 آذار/مارس 2000
```

```
   في جلسة رسمية للجنة 661، عُقدت
 في شأن مسألة العقود  المعلقة، أشار بنون ف. سيفان، المدير التنفيذي
 لبرنامج العراق، إلى أن فاعلية البرنامج، تقلصت إلى حدٍّ بعيد؛ لا بسبب النقص في
 التمويل، في المراحل الأولى فحسب، وإنما بسبب العدد الهائل من الطلبات المعلقة،
 كذلك. وكرر نداء الأمين العام للأمم المتحدة بمراجعة الطلبات المعلقة، التي
 تترتب على تعليقها، عواقب سلبية، فيما يتعلق بتنفيذ البرنامج، وبالنظر فيها من
 جديد.     
  
  
   20 نيسان/أبريل 2000
```

```
   قدم بنون ف. سيفان، المدير
 التنفيذي لمكتب برنامج العراق، إحاطة إلى اللجنة، التي أُنشئت بموجب قرار مجلس
 الأمن الرقم 661، في شأن آلية الأمم المتحدة للمراقبة في العراق.     
  
  
   25 نيسان/أبريل 2000
```

```
   وصل تون ميات إلى العراق. وتولى مسؤوليات
 منصبه، منسقاً إنسانياً للأمم المتحدة، في العراق.     
  
  
   29 نيسان/أبريل 2000
```

```
   أصدر الأمين العام للأمم المتحدة،
 التقرير الرقم   S/2000/520     ، الذي غطى فترة 180 يوماً، من المرحلة السابعة.     
  
  
   1 حزيران/يونيه 2000
```

```
   قدم بنون ف. سيفان، المدير
 التنفيذي لمكتب برنامج العراق، إلى مجلس الأمن، تقرير الأمين العام للأمم
 المتحدة، أثناء انعقاد مشاورات المجلس غير الرسمية.     
  
  
   6 حزيران/يونيه 2000
```

```
   اتخذ مجلس الأمن  القرار
 الرقم 1302، الذي مدد فترة البرنامج لمدة 180 يوماً أخرى، بدءاً من 9 يونيه
 2000. ودعا الأمين العام للأمم المتحدة إلى تعيين خبراء مستقلين، ليقوموا بإعداد
 تقرير وتحليل شاملين، للحالة الإنسانية في العراق. وشملت التدابير الأخرى ما
 يلي: تطبيق نظام الإجراءات المعجلة، للموافقة على معدات المياه والصرف الصحي؛
 وتخصيص 600 مليون دولار، لقطع غيار قطاع النفط، في إطار المرحلة الثامنة؛ والطلب
 من الأمين العام للأمم المتحدة تعيين عدد إضافي من المراقبين، في قطاع النفط.     
  
  
   8 حزيران/يونيه 2000
```

```
   وافق الأمين العام للأمم المتحدة
 على اقتراح حكومة العراق، بإدراج قطاع جديد للإسكان في خطة التوزيع، للمرحلتين،
 السادسة والسابعة.     
  
  
   12 حزيران/يونيه 2000
```

```
   هجم مسلح على مكتب بغداد لمنظمة
 الأمم المتحدة للأغذية والزراعة (الفاو). فقتل موظفان من موظفي الفاو، وأصيب ستة
 بجروح، في تبادل لإطلاق النار؛ منهم أربعة عراقيين من الحرس الحكومي.     
  
  
   28 حزيران/يونيه 2000
```

```
   وافق مجلس الأمن على توصية الأمين
 العام للأمم المتحدة، الواردة في تقريره المؤرخ 1 يونيه 2000، الرقم   S/2000/520     ، في شأن
 استخدام أموال إضافية، بقيت من مراحل سابقة، لتمويل توريد لوازم إنسانية إلى
 العراق، في إطار المراحل اللاحقة.     
  
  
   10 تموز/يوليه 2000
```

```
   وافقت لجنة الجزاءات، المنشأة
 بموجب قرار مجلس الأمن الرقم 661، على قائمة قطع الغيار والمعدات النفطية، التي
 يُقتصر، للموافقة عليها، على تقديم إخطار، في إطار الإجراءات المعجلة.     
  
  
   17 تموز/يوليه 2000
```

```
   أبلغ بنون ف. سيفان، المدير
 التنفيذي لمكتب برنامج العراق، لجنة مجلس الأمن، بأن آلية المراقبة الجديدة
 للأمم المتحدة، على نحو ما أنجز في الجلسة الرسمية الرقم 199 للجنة، المعقودة في
 25 أبريل ـ نفذت في العراق، بدءاً من 20 يوليه 2000.     
  
  
   24 تموز/يوليه 2000
```

```
   وافق الأمين العام للأمم المتحدة
 على خطة التوزيع، للمرحلة الثامنة، من برنامج  النفط مقابل الغذاء.
 واقترحت الخطة، التي قدمتها حكومة العراق، إنفاق مليون و700 ألف دولار على
 الغذاء والدواء، واللوازم الإنسانية الأخرى؛ بما في ذلك 600 مليون دولار على قطع
 غيار ومعدات الصناعة النفطية.
```

```
   25 تموز/يوليه 2000
```

```
   قام بنون ف. سيفان، المدير
 التنفيذي لمكتب برنامج العراق، بهمة إلى العراق، مدتها أسبوعان، وأصدر بياناً عن
 حالة البرنامج.     
  
  
   1-16 آب/أغسطس 2000     
  
   عيَّن الأمين العام للأمم المتحدة
 مشرفين نفطيين إضافيين.     
  
  
   10 آب/أغسطس 2000     
  
   وافقت اللجنة، المُنشأة بموجب
 قرار مجلس الأمن الرقم 661، على قائمة لوازم المياه والمرافق الصحية، التي
 يُقتصر، للموافقة عليها، على تقديم إخطار، في إطار إجراءات  المسار
 المعجل  أو السريع.     
  
  
   11 آب/أغسطس 2000     
```

وافق مجلس الأمن على إجراء زيادة كبيرة في قائمة قطاع الصحة، المقدمة في إطار إجراءات المسار السريع.

1 أيلول/سبتمبر 2000
قدم بنون ف. سيفان، المدير التنفيذي لمكتب برنامج العراق، تقرير الأمين العام، الذي يغطي فترة 90 يوماً، إلى مجلس الأمن.

21 أيلول/سبتمبر 2000
في رسالة موجهة إلى رئيس مجلس الأمن، الرقم S/2000/950، أعرب الأمين العام للأمم المتحدة عن قلقه البالغ، إزاء إجمالي قيمة ما عُلِّق من طلبات توريد اللوازم الإنسانية.

3 تشرين الأول/أكتوبر 2000
```
   في زيارة إلى 
نيويورك
، تحدث تان
 ميات، منسق الأمم المتحدة للشؤون الإنسانية، في العراق، في مؤتمر صحفي، عن تنفيذ
 البرنامج.     
  
  
   19 تشرين الأول/أكتوبر 2000     
   
   أصدرت اللجنة، المنشأة بموجب قرار
 مجلس الأمن الرقم 661، إذناً إلى خزينة الأمم المتحدة، في فتح حساب للعراق، لدى
 الأمم المتحدة، باليورو. وطلبت، كذلك، إعداد تقرير متعمق، في غضون ثلاثة أشهر،
 يتضمن نفقات البرنامج وفوائده، والآثار المالية والإدارية الأخرى، المترتبة على
 دفع قيمة النفط العراقي باليورو.     
  
  
   31 تشرين الأول/أكتوبر 2000     
  
   أصدر الأمين العام للأمم المتحدة
 التقرير، الذي يغطي فترة 180 يوماً، الرقم   S/2000/1132     ، من
 المرحلة الثامنة.     
  
  
   29 تشرين الثاني/نوفمبر 2000
```

```
   علق العراق صادراته النفطية، في
 إطار برنامج  النفط مقابل الغذاء ؛ نتيجة عدم الاتفاق على تحديد أسعار
 النفط، مع الأمم المتحدة.     
  
  
   1-12 كانون الأول/ديسمبر 2000     
  
   قدم بنون ف. سيفان، المدير
 التنفيذي لمكتب برنامج العراق، التقرير الذي يغطي فترة 180 يوماً، الرقم  S/2000/1132      ، إلى مجلس
 الأمن.     
  
  
   4 كانون الأول/ديسمبر 2000     
  
  
   اتخذ مجلس الأمن  القرار
 الرقم 1330، الذي مدد فترة البرنامج لمدة 180 يوماً أخرى (المرحلة التاسعة).
 وأوعز إلى لجنة الجزاءات بأن توافق على قوائم اللوازم والمعدات، في قطاعي
 الكهرباء والإسكان، لإجراءات الموافقة السريعة؛ فضلاً عن توسيع القوائم الموجودة
 في القطاعات الأخرى. ويخفض الاعتماد المخصص لصندوق التعويضات للأمم المتحدة، من
 30 إلى 25 في المائة، محولاً الأموال الإضافية إلى حساب الـ  53 في
 المائة، لتوفير اللوازم الإنسانية، في وسط العراق وجنوبه، لمواجهة
 احتياجات أشد الفئات ضعفاً. وطلب إلى الأمين العام للأمم المتحدة اتخاذ
 الترتيبات اللازمة، للتصريح باستخدام أموالٍ، تصل إلى 600 مليون يورو، لتغطية
 نفقات التركيب والصيانة في صناعة النفط.     
  
  
   5 كانون الأول/ديسمبر 2000     
  
   في رسالة إلى الأمين العام للأمم
 المتحدة، برقم   S/2000/1175      ، علَّق العراق على القرار الرقم 1330.        
  
  
   10 كانون الأول/ديسمبر 2000     
  
   في رسالة موجهة إلى رئيس مجلس
 الأمن، أحاط الأمين العام للأمم المتحدة رئيس المجلس علماً بموافقته على المرحلة
 التاسعة، من خطة التوزيع الرقم  S/2001/134      ، التي قدمتها حكومة العراق، في
 4 فبراير 2001. وتضمنت الخطة ميزانية للإمدادات الإنسانية، تزيد قيمتها على 5.55
 بلايين دولار، وشملت 12 قطاعاً، في أرجاء البلد.     
  
  
   13 شباط/فبراير 2001     
  
   وافقت لجنة الجزاءات، المنشأة
 عملاً بالقرار الرقم 661، التابعة لمجلس الأمن، على قائمةٍ، تضمنت 26 بنداً، في
 قطاع الإسكان، ليقوم مكتب برنامج العراق بتجهيزها، في إطار  المسار
 السريع.     
  
  
   26 شباط/فبراير 2001     
   
   عُقدت محادثات رفيعة المستوى، في
 
نيويورك
، بين الأمم المتحدة ووفد عراقي، برئاسة وزير خارجية العراق، تناولت
 الحالة في العراق، بما في ذلك البرنامج الإنساني.     
  
  
   26-27 شباط/فبراير 2001
```

```
   صدر تقرير الأمين العام للأمم
 المتحدة، الرقم  S/2001/186      ، في خصوص المرحلة التاسعة، بعد مرور فترة الـ 90 يوماً.     
  
  
   2 آذار/مارس 2001     
  
  
   قدم المدير التنفيذي لمكتب برنامج
 العراق إلى مجلس الأمن، تقرير المرحلة التاسعة  بعد مرور فترة الـ 90
 يوم.     
  
  
   8 آذار/مارس 2001     
   
   صدر تقرير الأمين العام للأمم
 المتحدة الرقم  S/2001/505      ، للمرحلة التاسعة بعد مرورفترة الـ 180 يوما     
  
  
   18 أيار/مايو 2001
```

```
   وافقت لجنة الجزاءات، المنشأة
 بموجب قرار مجلس الأمن الرقم 661، على قائمة، تتضمن 97 بنداً، في القطاع
 الكهربائي، لتجهيز معاملاتها، وفقاً للمسار السريع، امتثالاً للقرار الرقم 1330،
 لعام 2000.        
  
  
   24 أيار/مايو 2001     
  
   اتخذ مجلس الأمن القرار الرقم
 1352، لعام 2001. ومدد بموجبه العمل بأحكام القرار الرقم 1330، لعام 2000، أو
 المرحلة التاسعة، لمدة 30 يوماً إضافية.  
      
  
   1 حزيران/يونيه 2001
```

```
   صدر تقرير الأمين العام للأمم
 المتحدة، الرقم   S/2001/566     ، المعني  بالعنصر النقدي، من أجل صناعة النفط؛
 والمقدم إلى مجلس الأمن، بموجب برنامج الأمم المتحدة للنفط مقابل الغذاء.     
  
  
   4 حزيران/يونيه 2001
```

```
   اتخذ مجلس الأمن القرار الرقم
 1360، الذي مدد فترة البرنامج لمدة 150 يوماً أخرى (المرحلة العاشرة).     
  
  
   3 تموز/يوليه 2001     
   
   مددت، من طريق تبادل رسالتين بين
 الأمانة العامة للأمم المتحدة وحكومة العراق، مذكرة التفاهم المؤرخة 20 مايو
 1996، والمتعلقة بتنفيذ قرار مجلس الأمن الرقم 986، لعام 1995، لفترة المرحلة
 العاشرة   S/2001/682     .        
  
  
   9 تموز/يوليه 2001
```

```
   قدم المدير التنفيذي لمكتب برنامج
 العراق إحاطة إعلامية للجنة الجزاءات 661، التابعة لمجلس الأمن، في شأن تنفيذ
 برنامج  النفط مقابل الغذاء، في معرض الرد، بشكل عام، على مزاعم
 العراق ضد البرنامج خلال  الجلسة العلنية، التي عقدها المجلس، في 28
 يونيه.     
  
  
   12 تموز/يوليه 2001
```

```
   في رسالة موجهة إلى رئيس مجلس
 الأمن، أخطر الأمين العام رئيس المجلس بموافقته على المرحلة العاشرة من خطة
 التوزيع   S/2001/758     ، التي قدمتها حكومة العراق، في 23 يوليه 2001. وتتضمن الخطة
 ميزانية للإمدادات الإنسانية، تزيد قيمتها على 5.5 بلايين دولار، وتشمل 12
 قطاعاً في أرجاء البلد.     
  
  
   1 آب/أغسطس 2001
```

```
   أعلنت حكومة جمهورية العراق أن
 موظفاً حالياً وأربعة موظفين سابقين لدى مكتب منسق الأمم المتحدة للشؤون
 الإنسانية في العراق، أشخاصاً غير مرغوب فيهم.     
  
  
   2 أيلول/سبتمبر 2001     
   
   صدور تقرير الأمين العام للمرحلة
 العاشرة بعد مرور فترة الـ 90 يوماً   S/2001/919     .     
  
  
   28 أيلول/سبتمبر 2001
```